# Хава нагила
Хава нагила (хебр. הבה נגילה) је хебрејска народна песма. Наслов песме значи радујмо се. Ово је песма прославе, посебно популарна међу нерелигиозним Јеврејима и Ромима.
Мада је мелодија стара и народног порекла, текст који се обично пева уз мелодију је вероватно написан 1918, у знак прославе британске победе у Палестини током Првог светског рата, као и Балфурове декларације.

## Текст
| транскрибовани текст     | текст на хебрејском        | српски превод                             |
| ------------------------ | -------------------------- | ----------------------------------------- |
| Хава нагила              | הבה נגילה                  | Радујмо се                                |
| Хава нагила              | הבה נגילה                  | Радујмо се                                |
| Хава нагила венис'меха   | הבה נגילה ונשמחה           | Радујмо се, и будимо срећни               |
|                          | (строфа се понавља једном) |                                           |
| Хава неранена            | הבה נרננה                  | Певајмо                                   |
| Хава неранена            | הבה נרננה                  | Певајмо                                   |
| Хава неранена венис'меха | הבה נרננה ונשמחה           | Певајмо, и будимо срећни                  |
|                          | (строфа се понавља једном) |                                           |
| Уру, уру ахим!           | !עורו, עורו אחים           | Пробудите се, пробудите се, браћо!        |
| Уру ахим, б'лев самејах  | עורו אחים בלב שמח          | Пробудите се браћо, са срећом у срцу      |
|                          | (стих се понавља три пута) |                                           |
| Уру ахим, уру ахим!      | !עורו אחים, עורו אחים      | Пробудите се, браћо, пробудите се, браћо! |
| Б'лев самејах            | בלב שמח                    | Са срећом у срцу                          |